# Stazione di Cappelle-Campotino
La stazione di Cappelle-Campotino era una fermata ferroviaria posta lungo la ex linea ferroviaria a scartamento ridotto Pescara-Penne chiusa il 20 giugno 1963, era a servizio di Campotino frazione di Collecorvino e del comune di Cappelle sul Tavo.

## Storia
La fermata venne inaugurata il 22 settembre 1929 insieme all'intera linea, continuò il suo esercizio fino il 20 giugno 1963. Successivamente la fermata venne adibita ad abitazione privata.